# Jules de Burlet
Pour les articles homonymes, voir Burlet.
Pour les autres membres de la famille, voir Famille de Burlet.
Jules de Burlet (Ixelles, 10 avril 1844 - Nivelles, 1er mars 1897) est un homme d'État belge, membre du Parti catholique. Au sein du gouvernement belge, il occupe les postes de chef de cabinet, ministre des Affaires étrangères, de l'Intérieur et de l'Instruction publique. Il a été élu aux fonctions représentatives de député et sénateur.

## Biographie
Jules Philippe Marie Villard de Burlet (plus communément connu sous le nom de Jules de Burlet), né le 10 avril 1844 à Ixelles, est le fils de Joseph Villard de Burlet, originaire de Perwez et employé à la Société générale, et de Louise Dugniolle (fille d'Alexandre Dugniolle de Mévius). Il épouse Julia Van Put, fille du bourgmestre d'Anvers, à Anvers en 1870 puis, après son décès, épouse en secondes noces Eulalie Verhaegen en 1879. Il est notamment le père de Georges de Burlet, docteur en droit et artiste peintre et de Pierre de Burlet, bourgmestre et député de Nivelles. Il est le frère de Constantin-Eugène de Burlet, ingénieur et bourgmestre de Baulers. 
Il fait des études secondaires au collège communal de Nivelles puis, à partir de 1861, des études de droit à l'Université catholique de Louvain. Il obtient le diplôme de docteur en droit en 1866. 
Il s'inscrit comme avocat au barreau de Nivelles en 1866 et y exerce jusqu'en 1872. Il rejoint ensuite la magistrature comme juge suppléant au Tribunal de première Instance de Nivelles de 1872 à 1892. Élu au conseil communal de Nivelles en 1871, il y est le seul représentant du Parti catholique. Le roi Léopold II le désigne « pour présider aux destinées de la ville de Nivelles » le 1er juillet 1872, poste qu'il occupe jusqu'en mars 1891 .
Il représente Nivelles comme député à la Chambre des représentants de Belgique de 1884 à 1888 et de 1892 à 1894 et est sénateur de la province de Brabant de 1894 à mars 1896. 
En 1891, il est nommé ministre de l'Intérieur et de l'Instruction publique et reste à ce poste jusqu'en mai 1895 sous les gouvernements Beernaert et de Burlet. Il n’est pas favorable au suffrage universel et cette attitude suscite la grève générale d’avril 1893 en faveur du suffrage universel. En mars 1894, il est nommé Premier ministre par le roi Léopold II (tout en conservant le portefeuille de l'Intérieur et de l'Instruction publique). Le 25 mai 1895, Il échange le portefeuille de l'Intérieur et de l'Instruction publique pour celui des Affaires étrangères. 
À la suite d’une congestion cérébrale survenue le 19 décembre 1895, il remet sa démission de Premier ministre et de ministre des Affaires étrangères le 21 février 1896. En remerciement de ses services, Léopold II le nomme ministre d'État et ambassadeur au Portugal. Il reste à ce poste jusqu'en mars 1897, date de sa mort.
Le 6 mars 1897, il reçoit des funérailles officielles à la collégiale Sainte-Gertrude de Nivelles et est inhumé au cimetière du faubourg de Charleroi à Nivelles.

## Hommages et distinctions
Un monument supportant le buste en bronze de Jules de Burlet, œuvre de Jacques de Lalaing, est inauguré le 30 juillet 1899, à Nivelles. L'œuvre est érigée en sa mémoire au Square Gabrielle Petit. 
Des lieux publics et rues ont été baptisés à son nom à Anvers, Brasschaat, Nivelles, Perwez, Etterbeek et Binche.
Il a reçu les distinctions suivantes :
- Grand officier de l'ordre de Léopold en 1896 (Belgique) ;
- Grand-croix de la Légion d'honneur (France) ;
- Grand cordon de l'ordre de Charles III (Espagne) ;
- Grand cordon de l'ordre de Saint-Michel (Bavière) ;
- Grand cordon de l'ordre de l'Étoile de Roumanie ;
- Grand cordon de l'ordre de l'Étoile polaire (Suède) ;
- Grand cordon de l'ordre de Notre-Dame de la Conception de Villa-Viçoza (Portugal) ;
- Grand cordon de l'ordre de Saint-Grégoire le Grand (Vatican).